# ميلان نيكوليتش (لاعب كرة قدم)
ميلان نيكوليتش (بالصربية: Милан Николић)‏ (21 يونيو 1987 ببلغراد في إقليم القائد العسكري في صربيا - ) هو لاعب كرة قدم صربي في مركز الهجوم. لعب مع بولونيا وارسو ونادي تشوكاريتشكي ونادي سيليكس وNyíregyháza Spartacus FC ‏ ونادي زيمون وFK Moravac Mrštane ‏ وFK BSK Borča ‏.

## وصلات خارجية
- ميلان نيكوليتش على موقع قاعدة بيانات كرة القدم.إي يو (الإنجليزية)
- ميلان نيكوليتش على موقع Soccerway.com (الإنجليزية)